# Turtoniinae
Turtoniinae zijn een onderfamilie van tweekleppigen uit de orde Veneroida.

## Taxonomie
Het volgende geslacht is bij de onderfamilie ingedeeld:
- Turtonia Alder, 1848